# Pavonitininae
Pavonitininae es una subfamilia de foraminíferos bentónicos de la familia Pavonitinidae, de la superfamilia Pavonitinoidea, del suborden Spiroplectamminina y del orden Lituolida. Su rango cronoestratigráfico abarca desde el Oligoceno hasta la Mioceno.

## Discusión
Clasificaciones previas incluían Pavonitininae en el suborden Textulariina del orden Textulariida, o en el orden Lituolida sin diferenciar el suborden Spiroplectamminina.

## Clasificación
Pavonitininae incluye a los siguientes géneros:
- Pavonitina †
- Pavopsammia †
- Pseudotriplasia †
- Zotheculifida †

Otros géneros considerados en Pavonitininae son:
- Alveoclavulina †
- Phyllopsammia †, aceptado como Pavonitina